# Pomaderris aurea
Pomaderris aurea är en brakvedsväxtart som beskrevs av N. A. Wakefield. Pomaderris aurea ingår i släktet Pomaderris och familjen brakvedsväxter. Inga underarter finns listade i Catalogue of Life.